# عباس أباد (مقاطعة فارياب)
عباس أباد (بالإنجليزية: Mowtowr-e Abbasabad)‏ هي مستوطنة تقع في البلدة المركزية في إيران. يقدر عدد سكانها بـ 53 نسمة .